# ラフ&クライ!〜笑いのショートプログラム〜
『ラフ&クライ!〜笑いのショートプログラム〜』（ラフ&クライ!〜わらいのショートプログラム〜）は、TBS系列で放送されているバラエティ番組。2021年より不定期に特別番組として放送されている他、2022年1月9日から3月20日まで、毎週日曜13:30 - 13:57（JST、日曜グランプリ枠）に全10回のレギュラー放送が実施された。
お笑い芸人3組と芸人ではない「ジョーカー」をあわせた4組が、提示されたテーマ（プログラム）に沿ったオリジナルのショートネタを披露し、10代から50代の一般視聴者男女50人による投票で順位付けがされ、オリンピックのようにメダルが授与される。最下位になった組のネタは地上波で放送されない（Paraviでは最下位のネタを含めた完全版も配信される）。

## 出演者
MC
- 田村淳（ロンドンブーツ1号2号）

ナレーション
- 安立陽介（スペシャル版）
- 蓮見孝之（TBSアナウンサー、スペシャル版第2回）

## 放送リスト
スペシャル版
| 回 | 放送日        | 出演芸人                                       | ジョーカー                                                                                        | スタジオゲスト         |
| -- | ------------- | ---------------------------------------------- | ------------------------------------------------------------------------------------------------- | ---------------------- |
| 1  | 2021年7月20日 | 春日俊彰（オードリー）、空気階段、ニューヨーク | 河合郁人（A.B.C-Z）、五関晃一（A.B.C-Z）、パンツェッタ・ジローラモ、峯岸みなみ、加藤玲奈（AKB48） | ホラン千秋、松井玲奈   |
| 2  | 2022年1月02日 | ジェラードン、空気階段、蛙亭                   | 河合郁人（A.B.C-Z）、五関晃一（A.B.C-Z）、アレックス・ラミレス、パンツェッタ・ジローラモ、DJ KOO  | MEGUMI、トラウデン直美 |

レギュラー放送
| 回 | 放送日  | 出演芸人                                             | ジョーカー                                   | スタジオゲスト            |
| -- | ------- | ---------------------------------------------------- | -------------------------------------------- | ------------------------- |
| 1  | 1月09日 | 春日俊彰（オードリー）、空気階段、男性ブランコ       | 鈴木奈々                                     | ホラン千秋                |
| 2  | 1月16日 | 春日俊彰（オードリー）、空気階段、男性ブランコ       | DJ KOO                                       | ホラン千秋                |
| 3  | 1月23日 | 庄司智春（品川庄司）、ニッポンの社長、天才ピアニスト | JOY                                          | 辺見えみり、シャラ ラジマ |
| 4  | 1月30日 | 庄司智春（品川庄司）、ニッポンの社長、天才ピアニスト | JOY、川原ひろし                              | 辺見えみり、シャラ ラジマ |
| 5  | 2月13日 | 庄司智春（品川庄司）、ニッポンの社長、天才ピアニスト | 川原ひろし、パンツェッタ・ジローラモ         | 辺見えみり、シャラ ラジマ |
| 6  | 2月20日 | ネルソンズ、そいつどいつ、ザ・マミィ                 | 具志堅用高、ねお                             | ねお、佐藤栞里            |
| 7  | 2月27日 | ネルソンズ、そいつどいつ、ザ・マミィ                 | ゆうちゃみ                                   | ねお、佐藤栞里            |
| 8  | 3月06日 | 春日俊彰（オードリー）、トム・ブラウン               | パンツェッタ・ジローラモ                     | 佐藤栞里                  |
| 9  | 3月13日 | 春日俊彰（オードリー）、トム・ブラウン、オダウエダ   | 河合郁人（A.B.C-Z）、五関晃一（A.B.C-Z）     | 佐藤栞里                  |
| 10 | 3月20日 | MC田村淳が厳ぶ最高に面白かったネタランキング         | MC田村淳が厳ぶ最高に面白かったネタランキング |                           |

## ネット局

### スペシャル版
| 放送対象地域 | 放送局           | 系列    | 放送期間      | 放送時間                     | ネット状況 |
| ------------ | ---------------- | ------- | ------------- | ---------------------------- | ---------- |
| 関東広域圏   | TBSテレビ（TBS） | TBS系列 | 2021年7月19日 | 火曜（月曜深夜） 0:06 - 1:05 | 制作局     |

| 放送対象地域 | 放送局    | 系列    | 放送期間     | 放送時間                     | ネット状況 |
| ------------ | --------- | ------- | ------------ | ---------------------------- | ---------- |
| 関東広域圏   | TBSテレビ | TBS系列 | 2022年1月2日 | 日曜（土曜深夜） 0:25 - 1:25 | 制作局     |

### レギュラー放送
| 放送対象地域 | 放送局                | 系列    | 放送期間                | 放送時間           | ネット状況 | 備考   |
| ------------ | --------------------- | ------- | ----------------------- | ------------------ | ---------- | ------ |
| 関東広域圏   | TBSテレビ（TBS）      | TBS系列 | 2022年1月19日 - 3月20日 | 日曜 13:30 - 13:57 | 制作局     | 制作局 |
| 宮城県       | 東北放送（TBC）       | TBS系列 | 2022年1月19日 - 3月20日 | 日曜 13:30 - 13:57 | 同時ネット |        |
| 福島県       | テレビユー福島（TUF） | TBS系列 | 2022年1月19日 - 3月20日 | 日曜 13:30 - 13:57 | 同時ネット |        |
| 愛媛県       | あいテレビ（itv）     | TBS系列 | 2022年1月19日 - 3月20日 | 日曜 13:30 - 13:57 | 同時ネット |        |

- 2月6日は『70回記念 2022別府大分毎日マラソン』放送のため休止。

## スタッフ

### レギュラー
- 構成 - 興津豪乃、成瀬正人、鈴木功治、あだち昌也、坂井龍太
- 演出 - 前島隆昭（ダイジョブス）
- プロデューサー - 江原里実（ダイジョブス）
- 編成 - 石原隆史
- 制作 - ダイジョブス、TBS

### パイロット
- 構成 - 興津豪乃、成瀬正人、鈴木功治、あだち昌也
- カメラ - 室屋優樹（Day book）
- 音声 - 山田朋（第2回）
- 美術プロデューサー - 与田滋
- デザイナー - 勝藤俊則
- 美術制作 - 落合竜司
- 大道具装置 - 鈴木匡人
- 大道具操作 - 綱島広明
- アクリル装飾 - 森美男
- 電飾 - 荒谷奏子
- 装飾 - 山本直樹
- 衣装 - 浅野奈々（第2回）
- 持道具 - 岩本美徳
- メイク - 久米千秋
- かつら - 細野一郎
- CG - The king maker
- 音効 - 本間孝男
- 編集 - SAIK ON
- MA - IMAGICA（第2回）
- 編成 - 石原隆史（TBS）
- 宣伝 - 安倍由美（TBS）
- AP - 高橋徹
- TK - 五味真琴
- アシスタントディレクター - 新井大聖、小林裕治、岡部直貴、泉谷駿（岡部・泉谷→第2回）
- ディレクター - 水口健司（シオプロ）、本田哲也（ダイジョブス）、臼井裕介（臼井→第2回、第1回はAD）
- 演出 - 前島隆昭（ダイジョブス）
- プロデューサー - 江原里実（ダイジョブス）
- 制作著作 - ダイジョブス、TBS

#### 過去のスタッフ（パイロット）
- 構成 - 飯塚大悟（第1回）
- 音声 - 千葉康弘（第1回）
- 照明 - 三上貢（第1回）
- 衣装 - 原口恵里（第1回）
- MA - 井田須美子（第1回）
- ディレクター - 有田直美・丸谷水希（共にダイジョブス、共に第1回）